# Tanaquil
Tanaquil (en étrusque : Θanaχvil), aussi appelée Gaie Cécilie (voire Gaie Cyrille), est selon la tradition romaine une aristocrate étrusque du début du VIe siècle av. J.-C., épouse du roi légendaire Tarquin l'Ancien.
Faiseuse de rois, Tanaquil est aussi bien utilisée comme une figure positive que négative de la femme.

## Histoire
Selon Tite-Live, Tanaquil, aristocrate originaire de la ville de Tarquinies, est habile dans l’art des augures, « comme tous les Étrusques ». Elle engage son époux à quitter l’Étrurie pour s’établir à Rome. En chemin, elle interprète un prodige (un aigle vient enlever le bonnet de son mari, puis le remet en place) et l'assure qu'un brillant avenir lui est promis et qu’il régnera dans cette ville. 
Son époux devient en effet roi, connu comme Tarquin l'Ancien, après la mort d’Ancus Marcius (dont il était devenu l'homme de confiance). 
Lors de l'assassinat de son époux, elle fait proclamer roi Servius Tullius, son gendre, et le fait reconnaître par le peuple.  
Elle joue en fait un très grand rôle dans la vie de Servius Tullius : à l'origine de la naissance de cet esclave, elle convainc son époux de l'élever comme un potentiel roi en raison d'un présage qu'elle a qu'il aura un destin royal, ce qui se concrétise par le mariage de Servius Tullius avec une des filles de Tarquin. 

## Interprétations

### Statut des femmes chez les Étrusques et les Romains
L'historien Alain Hus déduit de ces récits que l'Etrusca disciplina, l'art de l'interprétation des signes divins, était chez les Étrusques l'apanage des familles aristocratiques, et que les femmes pouvaient en faire l'exercice.
Selon l'historienne Marie-Laurence Haack,  « Tanaquil incarne la liberté et l'indépendance souvent reprochées par les Grecs et par les Romains aux femmes d'Étrurie ». Elle ne correspond pas au modèle de l'épouse obéissante et respectueuse de son époux, mais est au contraire une « faiseuse de rois ». Les Romains associent cette femme dangereuse car étrangère et puissante à la monarchie qu'ils haïssent, dont ils  se débarrassent en -509. Progressivement, elle devient sous la République romaine une incarnation positive de la matrone.

### Récupération péjorative par le nazisme et le fascisme italien
Tanaquil connaît un regain d'intérêt dans l'Allemagne nazie et l'Italie fasciste, où elle devient une figure faisant fonction de repoussoir, à la suite des publications de Johann Jakob Bachofen au XIXe siècle, en particulier La légende de Tanaquil (1870). Il y associe  ce personnage aux deux premières phases de l'évolution du genre humain selon lui : « Hetärismus » (règne du droit naturel marqué par une liberté sans restriction ni freins, sans droit de propriété ni droits privés) et « amazonisme » (abandon par la femme de son rôle de guerrière nomade au profit de celui de mère sédentaire).
Dans l'Allemagne nazie, Alfred Rosenberg dirige l'ouvrage Handbuch der Romfrage publié à Munich en 1940. Alors que les Étrusques sont présentés négativement comme un peuple originaire d'Orient, l'influence de Tanaquil sur Rome y est dénoncée : elle y aurait introduit le matriarcat oriental aux effets désastreux selon lui.
Dans l'Italie fasciste, cette idée d'une opposition entre les civilisations romaine et étrusque est reprise par Julius Evola. Il voit dans l'histoire de Rome une lutte entre patriarcat et matriarcat, emportée finalement par le premier, les Romains faisant progressivement de Tanaquil un personnage pourvu de « toutes les vertus de la matrone ».
Tant chez les nazis que chez les fascistes italiens, Tanaquil incarne l'inverse du rôle de la femme qu'ils veulent imposer dans leur organisation sociale : elle  « concentre ainsi tous les défauts dont les femmes nazies et fascistes doivent se prémunir : un corps indiscipliné, déréglé, une sexualité débridée et incontrôlée, une progéniture sans père et abandonnée à elle-même ».

## Représentations dans les arts et la culture

### Littérature
Au Moyen Âge tardif, la philosophe et poète française Christine de Pizan cite Tanaquil en 1405 dans La Cité des dames , au chapitre 45. Elle est présentée comme exemple pour répondre aux préjugés sur les femmes : Christine de Pizan loue son « grand discernement ; en plus de son bon sens, elle fut vertueuse, loyale et bonne », « l'excellente tenue de son ménage et sa remarquable prévoyance », ainsi que son talent pour les activités manuelles (notamment le tissage) et son rejet de l'oisiveté faisant d'elle un exemple que les femmes romaines devaient suivre.

### Peinture,  gravure, sculpture
Tanaquil est un tableau de Domenico Beccafumi réalisé en  1519, conservé à la National Gallery de Londres. 

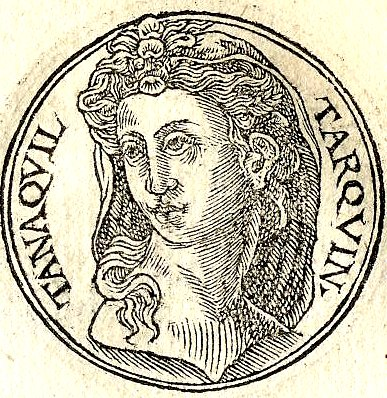
Portrait figurant dans le Promptuarii Iconum Insigniorum de Guillaume Rouillé.

Un portrait imaginaire et une notice biographique de Tanaquil figurent dans le Promptuarii Iconum Insigniorum de Guillaume Rouillé, publié en 1553.
Lors de son séjour à la Villa Médicis, le sculpteur français Jean-Baptiste Deschamps réalise un buste en marbre de Tanaquil, qui sert pour la réalisation d'un moulage en plâtre produit en 1866, conservé à l'École nationale des Beaux-Arts de Paris.

### Art contemporain
Le photographe allemand Heinz Hajek-Halke réalise entre 1950 et 1968 une photographie expérimentale qu'il intitule Tanaquil, qui fait partie des collections du Centre Pompidou.
Tanaquil figure parmi les 1 038 femmes référencées dans l'œuvre féministe d’art contemporain The Dinner Party (1979) de Judy Chicago. Son nom y est associé à Hatchepsout.